# Battlestar Galactica
Battlestar Galactica er et franchise af amerikanske science fiction-film og tv-serier, der første gang blev produceret i 1978. Der er også bøger, tegneseriehæfter og computerspil baseret på konceptet.

## Plot
Alle Battlestar Galactica-produktioner har samme udgangspunkt. I en fjern del af galaksen er en civilisation af mennesker, der bor på nogle planeter med navnet De tolv kolonier. Menneskerne på de 12 kolonier skabte robotter, de såkaldte cylons for at gøre livet nemmere. 
Uden menneskenes viden udvikler Cylons'ene en form for intelligens, og det ender med at disse cylons (robotter) gjorde oprør. En ustabil fred blev oprettet og cylons forlod de 12 kolonier. 
Men Cylon'erne har bl.a. taget menneskelig form, hvor der i alt er 12 modeller. 
Ved at infiltrere menneskene, og bl.a. udnytte en fremtrædende forsker Baltar, er Cylon'erne i stand til at lave et overraskelsesangreb på kolonierne, der medfører døden for de fleste mennesker. De få tusinde overlevende mennesker flygter ud i rummet på de rumskibe de kan få fat i. 
Af koloniernes rumkrigsskibe er det kun skibene Battlestar Galactica og som man senere opdager Battlestar Pegasus, der stadig eksisterer efter Cylon-angrebet. Under admiral Adamas ledelse prøver de overlevende mennesker med deres rumskibe at finde et sted, de kun kender fra myter og som hedder Jorden eller den 13. koloni.